# Торгмаш (футбольный клуб)
«Торгма́ш» — российский футбольный клуб из города Люберцы, Московская область. На профессиональном (нелюбительском) уровне в первенствах СССР и России выступал в 1990—1998 годах.

## История
Клуб берёт свою историю со второй половины семидесятых годов, когда команда, представлявшая коллектив Люберецкого завода торгового машиностроения выступала в первенстве Люберецкого района (также, еще в начале 50-х в первенстве Ухтомского района играла команда завода торгового машиностроения, но ее выступления носили эпизодический характер). Регулярно участвуя в различных районных и областных соревнованиях (в 1986 году завоёван главный приз Кубка памяти космонавта Волкова, финал которого проходил в подмосковном Калининграде), клуб в 1988 году стал чемпионом Подмосковья, получив право в следующем сезоне представлять город в первенстве РСФСР среди коллективов физкультуры. Команда, заняв первое место как в зональном турнире, так и на финальных соревнованиях в Пскове, получила статус команды мастеров, и следующие два года выступала во второй союзной (низшей) лиге.
После распада СССР клуб продолжил свои выступления уже в первенстве России, играя во второй и третьей лигах в течение шести с половиной сезонов. Ухудшавшееся финансирование со стороны завода и безуспешный поиск новых спонсоров привели к снятию команды с первенства зоны «Центр» Второго дивизиона по ходу сезона 1998 года. В 1999—2001 годах «Торгмаш» играл в первенстве КФК. Осенью 2001 года клуб прекратил своё существование (в первенстве района продолжили выступать лишь ветеранские команды «Торгмаша»).

## Статистика выступлений
| Год  | Соревнование / первенство  | Соревнование / первенство | Место    | И  | В  | Н  | П  | М      | Кубок | Примечание |
| Год  | Лига / дивизион            | Зона                      | Место    | И  | В  | Н  | П  | М      | Кубок | Примечание |
| ---- | -------------------------- | ------------------------- | -------- | -- | -- | -- | -- | ------ | ----- | --- |
| 1989 | Первенство РСФСР среди КФК | 6 — Центр                 | из 12    | 22 | 18 | 3  | 1  | 61-7   |       | Получение статуса команды мастеров. Выход во вторую лигу (несмотря на поражение по сумме двух матчей в стыковом раунде) |
| 1989 | Первенство РСФСР среди КФК | Финальный турнир          | из 8     | 5  | 3  | 1  | 1  | 6-3    |       | Получение статуса команды мастеров. Выход во вторую лигу (несмотря на поражение по сумме двух матчей в стыковом раунде) |
| 1989 | Первенство РСФСР среди КФК | Переходные матчи          | 5-8 из 8 | 2  | 0  | 2  | 0  | 0–0    |       | Получение статуса команды мастеров. Выход во вторую лигу (несмотря на поражение по сумме двух матчей в стыковом раунде) |
| 1990 | Вторая низшая лига СССР    | 5                         | 9 из 17  | 32 | 10 | 10 | 12 | 36-42  |       | |
| 1991 | Вторая низшая лига СССР    | 5                         | 20 из 22 | 42 | 8  | 6  | 28 | 42-92  |       | Переход в первенство России (распад СССР)                                                                               |
| 1992 | Вторая лига России         | 3                         | 10 из 21 | 40 | 17 | 11 | 12 | 65-56  | 1/128 | |
| 1993 | Вторая лига России         | 4                         | 6 из 22  | 46 | 23 | 8  | 11 | 60-40  | 1/64  | Реорганизация первенства. Переход в третью лигу                                                                         |
| 1994 | Третья лига России         | 3                         | 7 из 24  | 46 | 23 | 11 | 12 | 70-57  | 1/256 | |
| 1995 | Третья лига России         | 3                         | 10 из 23 | 44 | 20 | 10 | 14 | 66-48  | 1/256 | |
| 1996 | Третья лига России         | 3                         | 11 из 20 | 38 | 12 | 10 | 16 | 42-56  | 1/256 | |
| 1997 | Третья лига России         | 3                         | 13 из 21 | 40 | 13 | 9  | 18 | 42-61  | 1/64  | Реорганизация первенства. Переход во вторую лигу                                                                        |
| 1998 | Второй дивизион            | Центр                     | —        | 15 | 2  | 3  | 10 | 12-31  | 1/128 | Снятие по ходу сезона. Исключение из ПФЛ                                                                                |
| 1999 | КФК                        | Московская обл.           | 12 из 15 | 28 | 6  | 7  | 15 | 32-70  |       | |
| 2000 | КФК                        | Московская обл.           | 5 из 16  | 30 | 16 | 6  | 8  | 52-39  |       | |
| 2001 | КФК                        | Московская обл.           | 16 из 16 | 30 | 3  | 4  | 23 | 37-103 |       | Расформирование по окончании сезона                                                                                     |

Продолжателем «Торгмаша» стала команда «Звезда».
В новейшее время «Торгмаш» воссоздан, как клуб разновидности футбола с меньшим числом игроков и на уменьшенной по своим размерам площадке — выступает в люберецкой любительской лиге футбола.
В 2008 году было возрождено люберецкое «Торпедо», спустя некоторое время официально переставшее считать историю «Торгмаша» своей.